# Neri araldi della notte
Neri araldi della notte (Night's Black Agents) è una raccolta di racconti fantasy e horror dello scrittore statunitense Fritz Leiber e rappresenta la prima edizione in volume di opere dell'autore. È stata pubblicata per la prima volta negli Stati Uniti nel 1947 da Arkham House in copertina rigida e con una tiratura limitata di 3 084 copie e fu riproposta nel Regno Unito da Neville Spearman nel 1977. Il titolo dell'antologia è una citazione da Macbeth, Atto III, scena ii.
La raccolta è stata parzialmente pubblicata in italiano da Casa Editrice La Tribuna come 55ª uscita della collana Science Fiction Book Club nell'aprile 1979.

## Struttura
Il volume si apre con una prefazione composta da Leiber stesso e riunisce dieci racconti, di cui sette erano apparsi in precedenza sulle riviste Unknown Worlds e Weird Tales e sulla fanzine The Acolyte, e tre furono pubblicati per la prima volta in questo libro; i primi otto racconti sono testi dell'orrore auto-conclusivi, gli ultimi due appartengono alla serie sword & sorcery con protagonisti Fafhrd e il Gray Mouser.
Nel 1961 la raccolta venne ristampata in brossura negli Stati Uniti da Ballantine Books in una versione ridotta intitolata Tales from Night's Black Agents, dalla quale fu tagliato il decimo testo (in effetti un romanzo breve di lunghezza cospicua); l'edizione brossurata britannica stampata da Sphere Books nel 1977 era invece integrale, ma alterò l'ordine dei materiali; la ristampa statunitense Berkley Books del 1978, a sua volta, dispose i racconti in un ordine ancora diverso e aggiunse alla selezione due ulteriori storie dell'orrore, prelevate dall'antologia per il mercato britannico Creature del male (Gollancz, 1974); infine, l'edizione Gregg Press del 1980 ripropose la versione espansa Berkley e vi incluse un'introduzione del curatore Richard Powers.
La traduzione italiana dell'antologia fu condotta sull'edizione Arkham House e tagliò i due racconti di Fafhrd e il Gray Mouser, presumibilmente perché quel materiale era stato recentemente tradotto da Editrice Nord nell'omnibus tematico Il mondo di Nehwon (1977); il curatore Gianni Montanari decise quindi di trasformare il volume in un'antologia miscellanea dedicata genericamente alla narrativa horror dell'epoca pulp, affiancando agli otto racconti di Leiber, tradotti da Guido Zurlino e Wanda Ballin, un romanzo breve auto-conclusivo di Jack Williamson, tradotto da Piero Anselmi.

## Contenuti
I dieci racconti originali vengono elencati secondo l'ordine dell'edizione Arkham House, mantenendo al termine della lista i due testi aggiunti nella ristampa Berkley Books; per ogni racconto apparso originariamente su rivista si indica anche la prima edizione. Si segnalano in nota le prime pubblicazione italiane di tre racconti dell'orrore già tradotti prima dell'edizione La Tribuna, nonché dei quattro racconti che vennero scartati.
- [Prefazione di Richard Powers aggiunta nella ristampa Gregg Press].
- Prefazione di Fritz Leiber.
- "Fantasma di fumo" ("Smoke Ghost"), Unknown Worlds ottobre 1941.
- "La pistola automatica" ("The Automatic Pistol"), Weird Tales maggio 1940.
- "L'eredità" ("The Inheritance"), originariamente intitolato "L'assassino fantasma" ("The Phantom Slayer")[1], Weird Tales gennaio 1942
- "La collina e il buco" ("The Hill and the Hole"), Unknown Worlds agosto 1942.
- "I sogni di Albert Moreland" ("The Dreams of Albert Moreland"), The Acolyte primavera 1945.[2]
- "Il cane" ("The Hound"), Weird Tales novembre 1942.
- "Diario nella neve" ("The Diary in the Snow"), inedito auto-conclusivo.[3]
- "L'uomo che non divenne mai giovane" ("The Man Who Never Grew Young"), inedito auto-conclusivo.[4]
- "La terra sprofondata" ("The Sunken Land"), Unknown Worlds febbraio 1942. Episodio del ciclo di Fafhrd e il Gray Mouser.[5]
- Il gambetto dell'adepto (Adept's Gambit), inedito del ciclo di Fafhrd e il Gray Mouser.[6]
- "La ragazza dagli occhi famelici" ("The Girl with the Hungry Eyes"), nell'antologia The Girl with the Hungry Eyes, and Other Stories, Avon Publishing Co., 1949.[7]
- "Un frammento del mondo delle tenebre" ("A Bit of the Dark World"), Fantastic Stories of Imagination febbraio 1962.[8]

La traduzione italiana modifica l'ordine dei racconti e, come indicato sopra, sostituisce "La terra sprofondata" e Il gambetto dell'adepto con il romanzo breve di Jack Williamson Lupi dalle tenebre (Wolves of Darkness), pubblicato per la prima volta in Strange Tales of Mystery and Terror gennaio 1932. La prefazione di Leiber fu inoltre sostituita con profili biografici e bibliografici sia di Leiber sia di Williamson, predisposti da Gianni Montanari.